# La Bâtie-Montgascon
La Bâtie-Montgascon és un municipi francès situat al departament de la Isèra i a la regió d'Alvèrnia-Roine-Alps. L'any 2007 tenia 1.679 habitants.

## Demografia

### Població
El 2007 la població de fet de La Bâtie-Montgascon era de 1.679 persones. Hi havia 643 famílies de les quals 190 eren unipersonals (81 homes vivint sols i 109 dones vivint soles), 166 parelles sense fills, 251 parelles amb fills i 36 famílies monoparentals amb fills.
La població ha evolucionat segons el següent gràfic:
Habitants censats

### Habitatges
El 2007 hi havia 752 habitatges, 672 eren l'habitatge principal de la família, 48 eren segones residències i 32 estaven desocupats. 608 eren cases i 141 eren apartaments. Dels 672 habitatges principals, 470 estaven ocupats pels seus propietaris, 184 estaven llogats i ocupats pels llogaters i 17 estaven cedits a títol gratuït; 12 tenien una cambra, 63 en tenien dues, 74 en tenien tres, 201 en tenien quatre i 322 en tenien cinc o més. 474 habitatges disposaven pel capbaix d'una plaça de pàrquing. A 294 habitatges hi havia un automòbil i a 321 n'hi havia dos o més.

### Piràmide de població
La piràmide de població per edats i sexe el 2009 era:
| Homes | Edats   | Dones |
| ----- | ------- | ----- |
| 0     | 95 o +  | 0     |
| 0     | 90 a 94 | 4     |
| 8     | 85 a 89 | 12    |
| 20    | 80 a 84 | 12    |
| 28    | 75 a 79 | 36    |
| 24    | 70 a 74 | 44    |
| 36    | 65 a 69 | 40    |
| 28    | 60 a 64 | 28    |
| 52    | 55 a 59 | 64    |
| 40    | 50 a 54 | 48    |
| 60    | 45 a 49 | 40    |
| 48    | 40 a 44 | 48    |
| 64    | 35 a 39 | 56    |
| 56    | 30 a 34 | 48    |
| 24    | 25 a 29 | 36    |
| 52    | 20 a 24 | 56    |
| 60    | 15 a 19 | 52    |
| 28    | 10 a 14 | 48    |
| 48    | 5 a 9   | 56    |
| 44    | 0 a 4   | 32    |

## Economia
El 2007 la població en edat de treballar era de 1.068 persones, 831 eren actives i 237 eren inactives. De les 831 persones actives 744 estaven ocupades (422 homes i 322 dones) i 87 estaven aturades (30 homes i 57 dones). De les 237 persones inactives 69 estaven jubilades, 74 estaven estudiant i 94 estaven classificades com a «altres inactius».

### Ingressos
El 2009 a La Bâtie-Montgascon hi havia 695 unitats fiscals que integraven 1.754,5 persones, la mediana anual d'ingressos fiscals per persona era de 18.247 €.

### Activitats econòmiques
Dels 77 establiments que hi havia el 2007, 1 era d'una empresa alimentària, 1 d'una empresa de fabricació de material elèctric, 6 d'empreses de fabricació d'altres productes industrials, 12 d'empreses de construcció, 21 d'empreses de comerç i reparació d'automòbils, 5 d'empreses de transport, 6 d'empreses d'hostatgeria i restauració, 1 d'una empresa d'informació i comunicació, 1 d'una empresa financera, 3 d'empreses immobiliàries, 8 d'empreses de serveis, 6 d'entitats de l'administració pública i 6 d'empreses classificades com a «altres activitats de serveis».
Dels 21 establiments de servei als particulars que hi havia el 2009, 1 era una oficina de correu, 1 funerària, 4 tallers de reparació d'automòbils i de material agrícola, 1 paleta, 1 guixaire pintor, 3 fusteries, 1 lampisteria, 1 electricista, 3 perruqueries, 4 restaurants i 1 agència immobiliària.
Dels 6 establiments comercials que hi havia el 2009, 1 era una botiga de menys de 120 m², 1 una fleca, 1 una carnisseria, 2 botigues de roba i 1 una sabateria.
L'any 2000 a La Bâtie-Montgascon hi havia 25 explotacions agrícoles que ocupaven un total de 252 hectàrees.

## Equipaments sanitaris i escolars
L'únic equipament sanitari que hi havia el 2009 era una farmàcia.
El 2009 hi havia 1 escola maternal i 1 escola elemental.

## Poblacions més properes
El següent diagrama mostra les poblacions més properes.